# The Battle Hymn of the Republic (film)
Pour plus de détails, voir Fiche technique et Distribution.
The Battle Hymn of the Republic est un film américain réalisé par Laurence Trimble et James Stuart Blackton, sorti en 1911.

## Fiche technique
- Titre original : The Battle Hymn of the Republic
- Titre en français : L’Hymne de guerre de la République
- Réalisation : Laurence Trimble et James Stuart Blackton
- Scénario : Beta Breuil, d'après le chant The Battle Hymn of the Republic de Julia Ward Howe
- Société de production : Vitagraph Company of America
- Pays d'origine :  États-Unis
- Langue : film muet avec les intertitres en français
- Format : Noir et blanc — 35 mm — 1,33:1 — Muet
- Genre :Film dramatique
- Date de sortie :
  - États-Unis : 30 juin 1911

## Distribution
- Ralph Ince : Abraham Lincoln
- Maurice Costello : Jésus Christ
- Julia Swayne Gordon : Julia Ward Hove
- Edith Storey : La Vierge Marie
- Anita Stewart : un ange
- Mary Maurice : une vieille mère
- Edward Thomas : Léon Tolstoï